# Francesco Moraglia
Francesco Moraglia, född 25 maj 1953 i Genua, är en italiensk romersk-katolsk ärkebiskop. Han är sedan år 2012 patriark av Venedig.

## Biografi
Francesco Moraglia prästvigdes av kardinal Giuseppe Siri år 1977. År 1981 avlade Moraglia doktorsexamen i dogmatisk teologi vid det påvliga universitetet Urbaniana på Janiculum i Rom. År 2003 utsågs han till rådgivare åt Kongregationen för prästerskapet.
År 2007 utnämndes Moraglia till biskop av La Spezia-Sarzana-Brugnato och biskopsvigdes av kardinal Angelo Bagnasco den 3 februari året därpå. Kardinal Bagnasco assisterades vid detta tillfälle av kardinal Mauro Piacenza och biskop Bassano Staffieri. Som biskop har Moraglia bland annat tagit initiativet till ständig tillbedjan i Cappella del Crocifisso i kyrkan Nostra Signora della Salute i La Spezia.
Den 31 januari 2012 utnämnde påve Benedikt XVI Moraglia till patriark av Venedig; hans installation ägde rum den 25 mars samma år. I egenskap av patriark av Venedig har Moraglia, liksom sina företrädare, tillåtelse att bära röd biretta, mozzetta och cassock, trots att han inte är kardinal. Hans biretta är dock försedd med en tofs, vilket kardinalsbirettan saknar.

### Webbkällor
- ”Patriarch Francesco Moraglia” (på engelska). Catholic Hierarchy. Arkiverad från originalet den 10 februari 2018. https://archive.today/20180210000323/http://www.catholic-hierarchy.org/bishop/bmoraglia.html. Läst 10 februari 2018.